# 박현 (가수)
박현은 대한민국의 가수이다. 1974년 11월 30일 부산광역시에서 태어났다. 1991년 제12회 MBC 강변가요제로 가수로 데뷔하였다. 2010년 10월 27일 앨범 <The Album Vol. 다시시작>을 발매하였다.